# Les Trois Barbus de Sonoyta
 (octobre 2023).
Si vous disposez d'ouvrages ou d'articles de référence ou si vous connaissez des sites web de qualité traitant du thème abordé ici, merci de compléter l'article en donnant les références utiles à sa vérifiabilité et en les liant à la section « Notes et références ».
Les Trois Barbus de Sonoyta est la onzième histoire de la série Jerry Spring de Jijé. Elle a été publiée pour la première fois du no 1012 au no 1032 du journal Spirou, puis sous forme d'album en 1959.